# The Move
The Move je engleski rock and roll sastav iz Birminghama. Bio je iznimno uspješan 1960-ih godina. Premda je s čak devet je singlova ušao u najpopularnijih 20 singlova u Ujedinjenom Kraljevstvu u samo pet godina, bili su sudbine onih britanskih bendova koji nisu uspjeli na glazbenoj pozornici u SAD. Izvorni je vođa sastava bio basist i vokalist Chris "Ace" Kefford, većinu karijere ovog sastava vodio je gitarist, pjevač i tekstopisac Roy Wood. Napisao je većinu britanskih singlica The Movea, a od 1968. također je pjevao vokalne dionice na mnogim pjesmama, iako je Carl Wayne bio glavni vokal sve do 1970. godine. U početku je The Move imao četvoricu glavnih vokalista (Waynea, Wooda, Trevora Burtona i Kefforda) koji su podijelili dionice vodećeg vokala na dosta njihovih starih pjesama.
The Move je izrastao iz nekoliko birminghamskih sastava iz polovice 1960-ih, među ostalima Carl Wayne & the Vikings, Nightriders i Mayfair Set. Ime The Move odnosilo se na pokret, kretanje (eng. the move) raznih članova ovih sastava koje su ovi napravili nakon kojih se oblikovao ovaj sastav. Pored Wooda, The Moveova izvorna početna petorica 1965. bili su bubnjar Bev Bevan, basist Kefford, vokalist Carl Wayne i gitarist Trevor Burton. Konačna postava 1972. bili su trojac Wood, Bevan i Jeff Lynne. Njih trojica vodili su preobrazbu sastava u Electric Light Orchestra. Od 2007. do 2014., Burton i Bevan nastupali su kao 'The Move featuring Bev Bevan and Trevor Burton'.

## Vanjske poveznice
- Službene stranice
- Face The Music site: Move, ELO, and related  Arhivirana inačica izvorne stranice od 25. travnja 2007. (Wayback Machine)
- The Move Information Station  Arhivirana inačica izvorne stranice od 24. veljače 2008. (Wayback Machine)